# Keffermich
Keffermich ist ein Ortsteil der Gemeinde Kürten im Rheinisch-Bergischen Kreis. Er liegt zusammen mit Kochsfeld auf einem Höhenrücken, der sich westlich von Bechen zwischen dem Scherfbachtal im Südosten und dem Buscher Bachtal im Nordwesten erstreckt. Beide Bachtäler sind Teil des Naturschutzgebietes Scherfbachtal. Keffermich liegt am Endpunkt einer Stichstraße, die von der Altenberger Straße über Kochsfeld abzweigt.

## Geschichte
Der Eigenname Keffermich ist entstanden aus „cambete“ (Kamp, Waldweide). Anton von Keffermich war Lehnmann am Hofgericht zu Strauweiler.
Während des Spanischen Erbfolgekriegs hatten auch die Odenthaler ihre Beiträge zur Landesverteidigung zu leisten. In diesem Zusammenhang wird unter anderem ein Henrich zu Kefermich aufgelistet. Er hatte 10 Faschinen und 30 Pfähle zu stellen. Aus einer erhaltenen Steuerliste von 1586 geht hervor, dass die Ortschaft Teil der Honschaft Breidbach im Kirchspiel Odenthal war.
Die Topographia Ducatus Montani des Erich Philipp Ploennies, Blatt Amt Miselohe, belegt, dass der Wohnplatz 1715 als Hof kategorisiert wurde und mit Kefermich bezeichnet wurde.
Carl Friedrich von Wiebeking benennt die Hofschaft auf seiner Charte des Herzogthums Berg 1789 als Kefermich. Aus ihr geht hervor, dass Keffermich zu dieser Zeit Teil von Oberodenthal in der Herrschaft Odenthal war.
Unter der französischen Verwaltung zwischen 1806 und 1813 wurde die Herrschaft aufgelöst. Keffermich wurde politisch der Mairie Odenthal im Kanton Bensberg zugeordnet. 1816 wandelten die Preußen die Mairie zur Bürgermeisterei Odenthal im Kreis Mülheim am Rhein.
Der Ort ist auf der Topographischen Aufnahme der Rheinlande von 1824, auf der Preußischen Uraufnahme von 1840 und ab der Preußischen Neuaufnahme von 1892 ist er auf Messtischblättern regelmäßig als Keffermich oder ohne Namen verzeichnet. Keffermich war Teil der katholischen Pfarre Odenthal.
| Jahr | Einwohner | Wohn- gebäude | Kategorie  |
| ---- | --------- | ------------- | ---------- |
| 1822 | 17        |               | Ackergüter |
| 1830 | 21        |               | Ackergut   |
| 1845 | 26        | 3             | Ackergüter |
| 1871 | 16        | 2             | Hofstelle  |
| 1885 | 17        | 3             | Wohnplatz  |
| 1895 | 13        | 2             | Wohnplatz  |
| 1905 | 13        | 2             | Wohnplatz  |

Durch die Gebietsreform wurde aufgrund des Köln-Gesetzes Keffermich zum 1. Januar 1975 in die Gemeinde Kürten eingegliedert.

## Wanderwege
Durch Keffermich führt der Rundweg „Rund um Kürten“ (K im Kreis), die „Odenthal Mühlenroute“ (Mühlrad-Symbol) und der Rundwanderweg D7 im Nordwesten von Bechen.

## Galerie

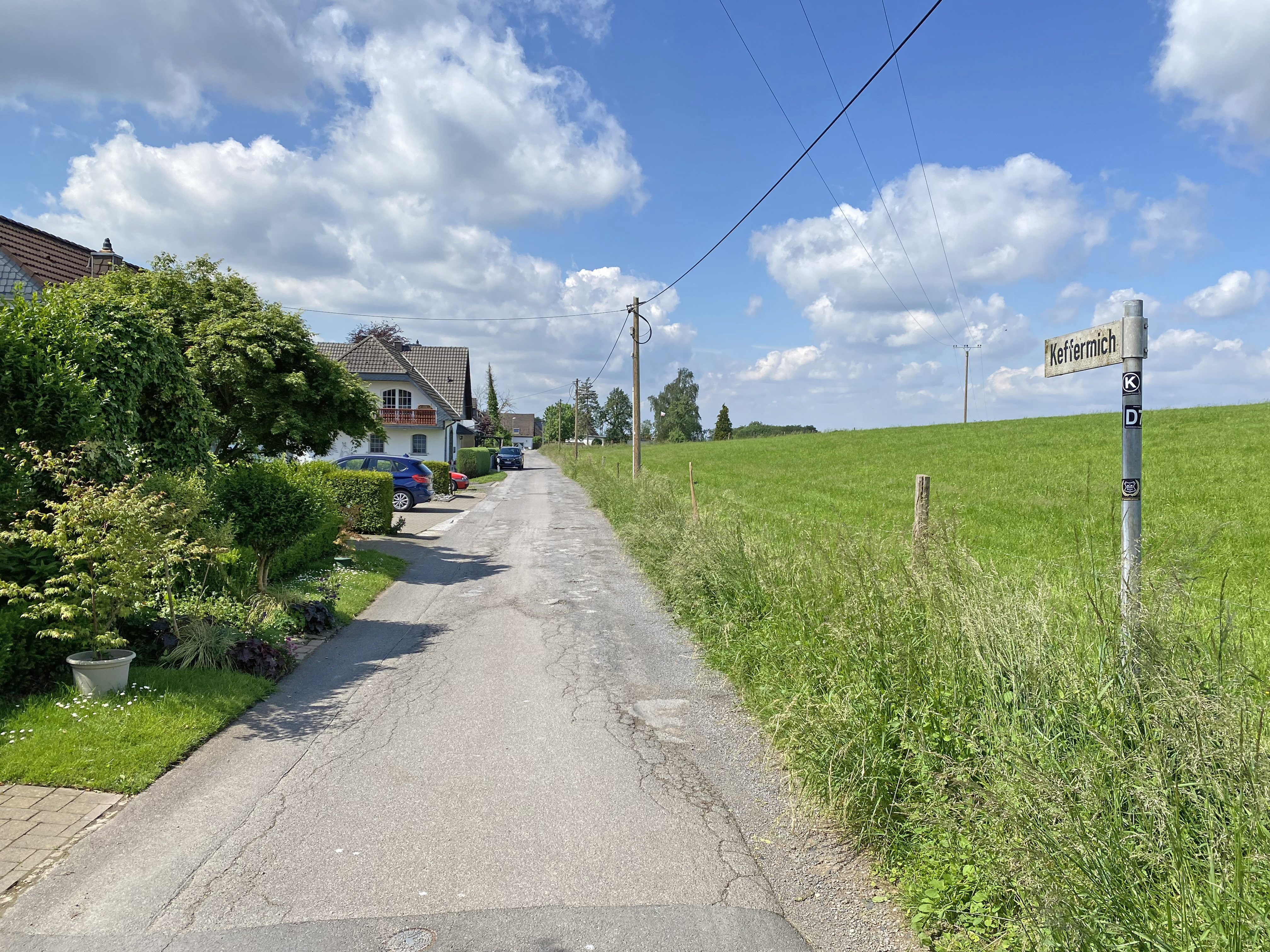
östl. Ortseingang
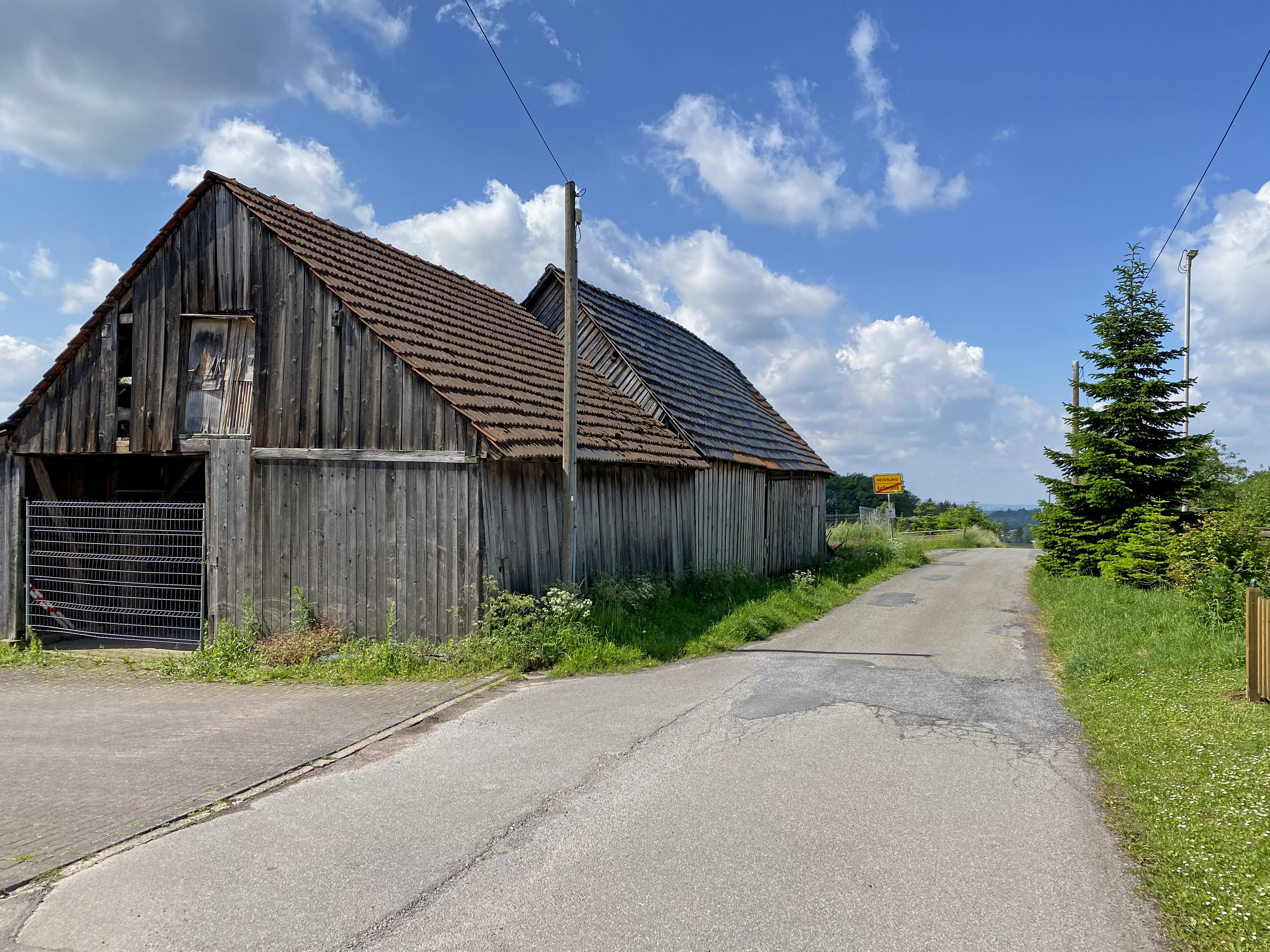
Alte Holzscheunen
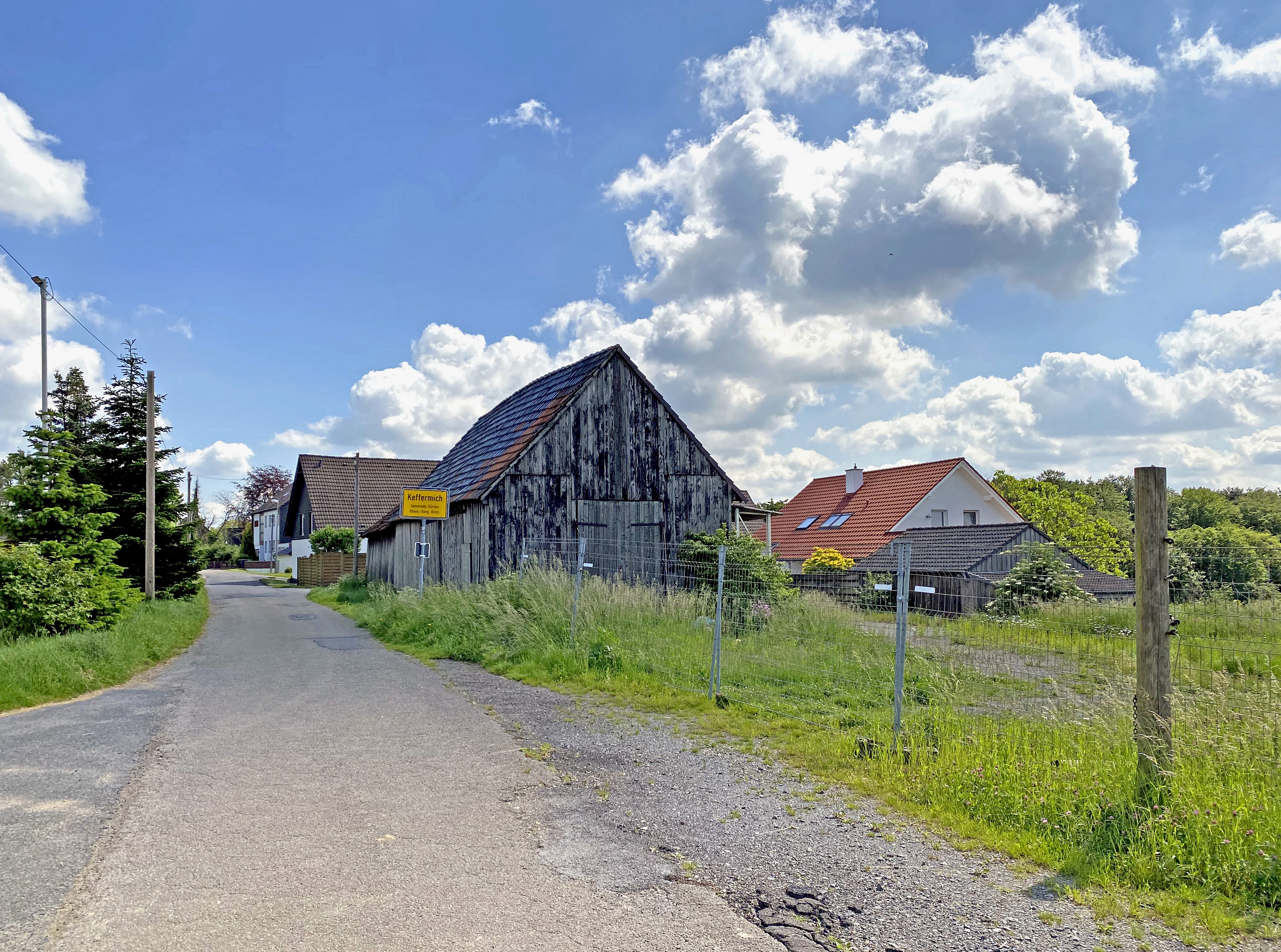
westl. Ortsende
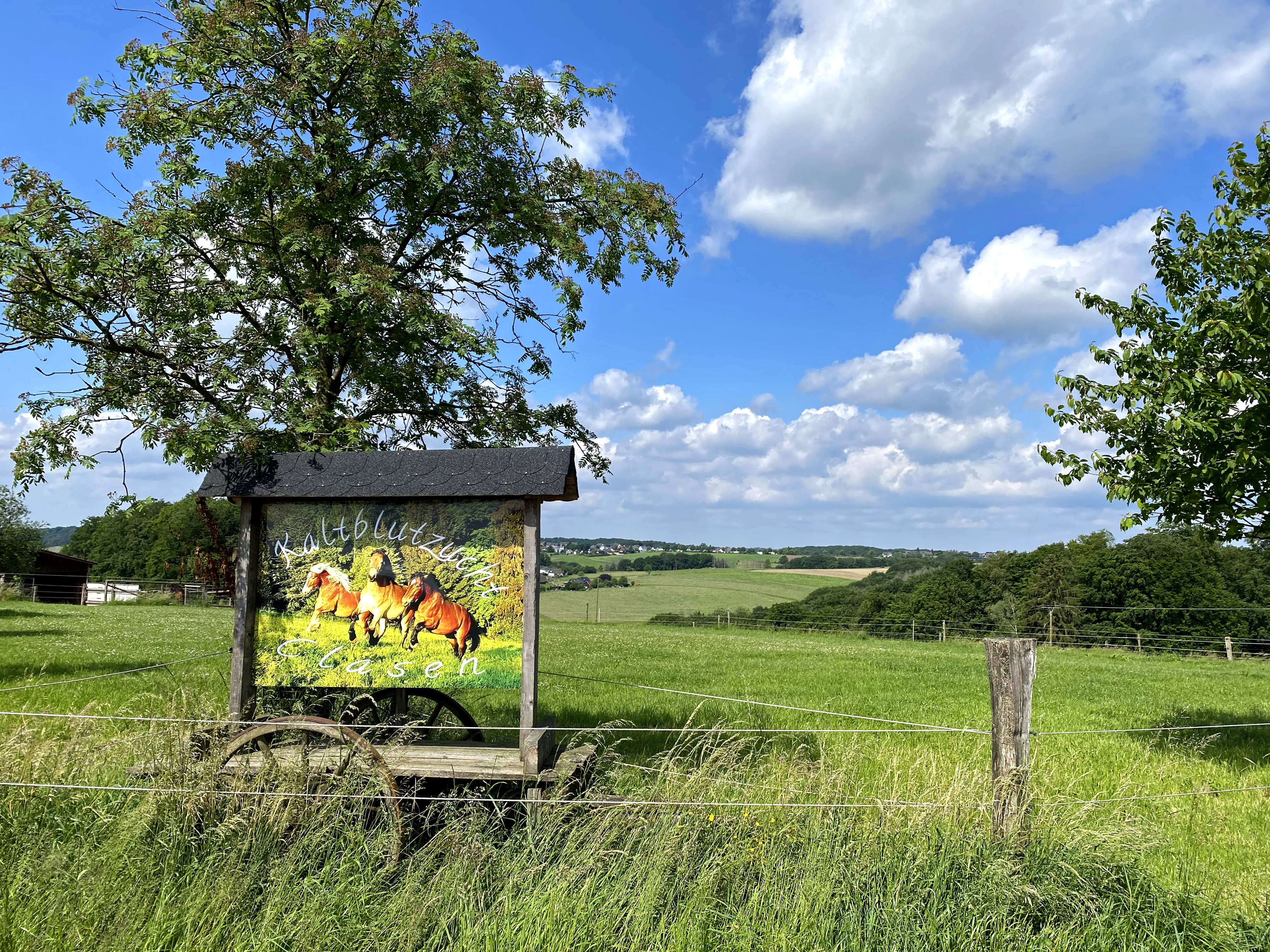
Pferdeweiden für Kaltblutzucht
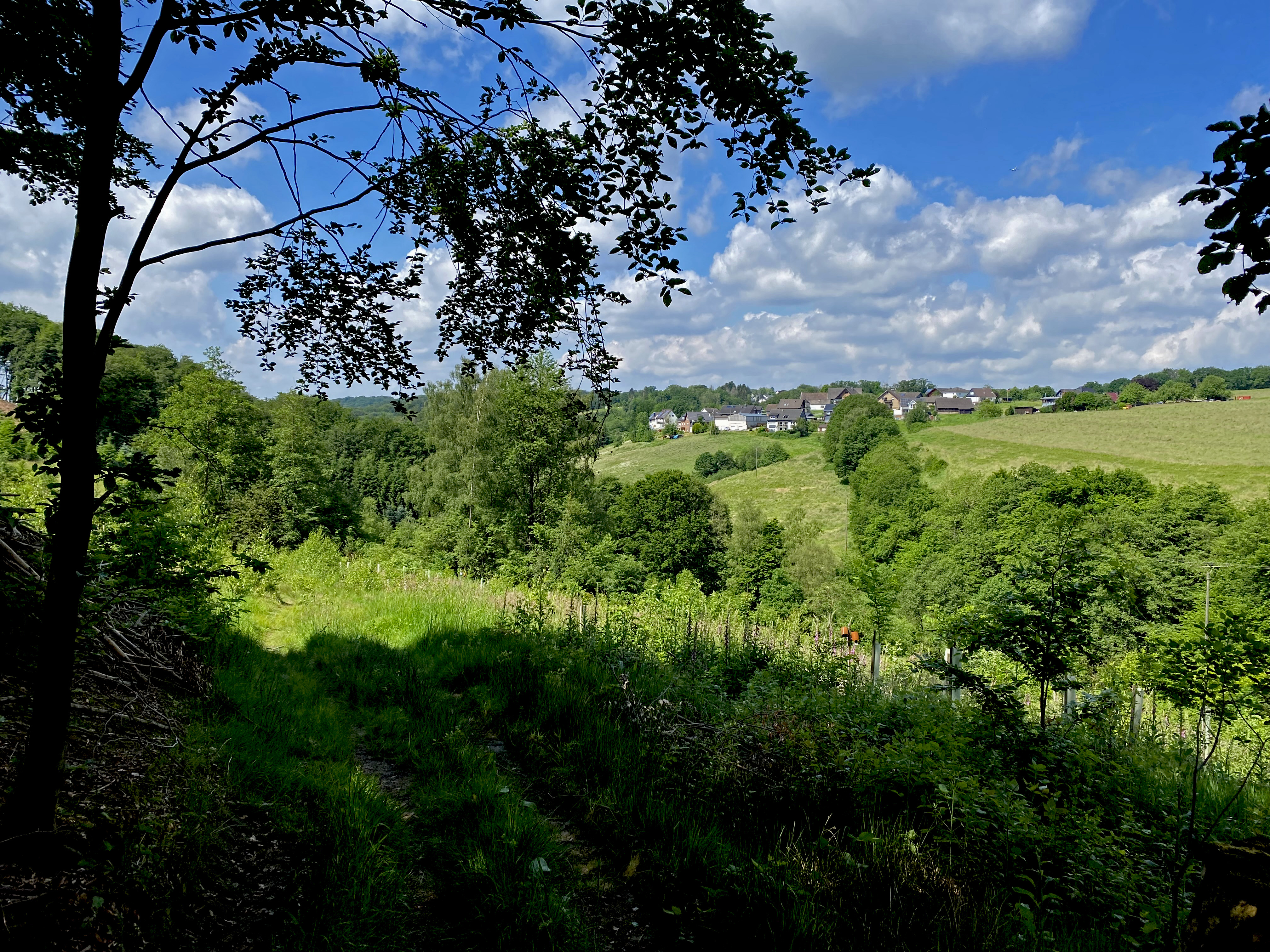
Blick von Keffermich auf Busch (Odenthal)